# Sdot Yam

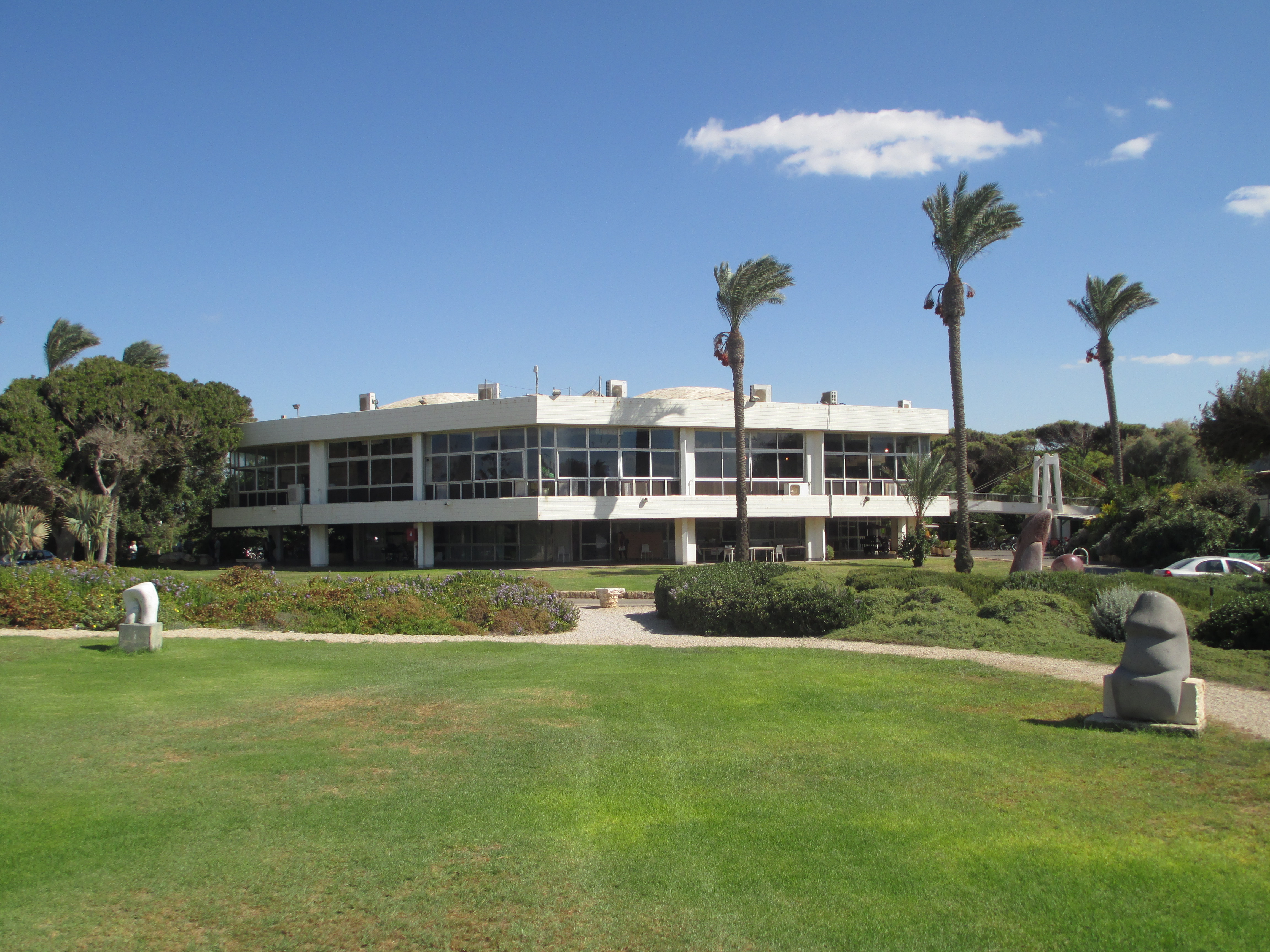
Kibbutz vid Sdot Yam

Sdot Yam (hebreiska שְׂדוֹת יָם) är en kibbutz i Haifa-distriktet i norra Israel. Sdot Yam är beläget nordväst om Hadera och har omkring 680 invånare.